# آنا کاتارینا
آنا کاتارینا (انگلیسی: Anna Katarina؛ زادهٔ ۱۴ مارس ۱۹۶۰) بازیگر، بازیگر تلویزیون، و بازیگر سینما اهل سوئیس است.
از فیلم‌ها یا برنامه‌های تلویزیونی که وی در آن نقش داشته‌است می‌توان به فرشتگان و شیاطین، پیشتازان فضا، سلام جوگر و بردگان نیویورک اشاره کرد.